# Endophloeus porteri
Endophloeus porteri là một loài bọ cánh cứng trong họ Zopheridae. Loài này được Brethes miêu tả khoa học năm 1925.